# El Molo (selo)
El Molo je selo u Keniji, na jugoistočnoj obali jezera Turkana, ok 10 km sjeverno od grada Loiyangalani. Ima oko 200 stanovnika. Stanovništvo se bavi ribolovom (Nilski grgeč, Lates niloticus). Nastambe u selu nalikuju igluima, a građene su od drvnog materijala od rijetkog grmlja koje se može naći u pustoj okolici. Posljednja osoba koja je tečno govorila jezik El Molo živjela je u ovom selu.

## Vanjske poveznice
- WildiZe Foundation Web Page on El Molo  Arhivirana inačica izvorne stranice od 23. svibnja 2014. (Wayback Machine)